# De dwaallichtjes zijn in de stad
De dwaallichtjes zijn in de stad is een sprookje van Hans Christian Andersen, het verscheen in 1865.

## Het verhaal
Een man denkt na lange tijd, het is oorlog geweest, weer aan sprookjes. Een jaar verstrijkt en hij wacht nog steeds, hij vraagt zich af of hij de prinses moet zoeken zoals in sprookjes ook gebeurt. Hij zoekt naar bevallige meisjes met een krans van lievevrouwebedstro, een beukentak in de hand en haar schitterend als zonneschijn. Ook zoekt hij naar de marskramer met linten en verzen uit oude tijden. Het liefst heeft hij het moedertje die vertelt over de alleroudste tijd. Hij leest Holger de Deen, verzonnen door een Franse monnik. Vertaald en gedrukt in het Deens, men kan herleiden dat de figuur nooit heeft bestaan. Je kan niet op het verhaal vertrouwen, zoals ook bij Wilhelm Tell. De man blijft bij zijn oude geloof en zoekt bij de bloemen in het venster, bij de tulp en de camelia. De man denkt aan de kisten met bloemen, misschien is het volkslied ook in de kist gelegd. Hij gaat het zoeken, verderop ligt een landgoed. Zomerzonneschijn had de bijen druk gemaakt en in de najaarsstormen wordt verteld van de Wilde Jacht en stervende boombladeren. Rond kerst zingen wilde zwanen en de man loopt in de lanen. De dryade in de boom, de sprookjesmoeder, draagt De laatste droom van de oude eik voor. In grootmoeders tijd stonden hier geschoren heggen, nu groeien er varens en brandnetels over mossige stenen beelden. De man gaat de slotgracht over en komt bij een zeskantig huisje met hoenderhof en eendenvijver in een elzenbosje. 
In de kamer zit de oude vrouw die alles weet, ze kent elk ei dat werd uitgebroed. Het sprookje is niet bij haar, ze kan het bewijzen met haar christelijke doopceel en pokkenbriefje. Er is een heuveltje met rode meidoorn en goudenregen met een graftombe van een eerzaam raadslid. De man ziet een vlinder op het voorhoofd van het beeld zitten en het vliegt naar een klavertjevier. Er groeien zeven en de man plukt ze en steekt ze in zijn zak. Het moerasvrouwtje is aan het brouwen, er hangt damp over de wei en in het heldere maanlicht denkt de man dat Holger de Deen terugkomen zal. Het moerasvrouwtje klopt aan en zegt dat de man zelfs een klavertje met zes blaadjes heeft. Het vrouwtje vertelt dat er bier wordt gemorst en verhelpt het probleem, maar de helft is al weggelopen. De man vraagt of ze het sprookje heeft gezien en de vrouw zegt dat hij tot een uitstervend ras behoort. De vrouw waarschuwt voor de dwaallichtjes en neemt de man mee. De toren slaat middernacht en de vrouw is veel sneller en blij als trol geboren te zijn. Ze was ooit een keurig elfenmeisje, dansend in de maneschijn en luisterend naar de nachtegaal. De sprookjesjonkvrouw overnachtte in een tulp of veldbloem of rouwfloers om een altaarkaars. Hier hoorde de man ooit De wind vertelt van Waldemar Daae en zijn dochters. De vrouw vertelt over Het meisje dat op het brood ging staan omdat ze haar schoenen niet vuil wilde maken. 
Ze vertelt dat ze een beeldje ruilde voor een reisapotheek, een hele kast vol poëzie in flesjes. Overgrootmoeders kast is een elzenstronk, iedereen die de schat kan vinden mag eruit halen wat hij nodig heeft. De kast kan aan alle kanten geopend worden en overgrootmoeder heeft alles uit de natuur gehaald en daar wat duivelskunst doorheen gemengd. Ze laat meigeur zien, met waterlelies, lisdodden en kruizemunt. Er is een schandaalflesje en een fles met vrome poëzie. Een fles met alledaagse geschiedenissen is dichtgemaakt met perkament en varkensblaas. Elk volk kan hier zijn eigen soep van krijgen, het hangt ervan af hoe je de fles draait of keert. Tragedie en komedie zijn aanwezig en de man verzinkt in gedachten. De vrouw zegt dat de man genoeg gekeken heeft en moet oppassen, want de dwaallichtjes zijn losgebroken. De man moet plaatsnemen op de kast en de vrouw vertelt dat er de vorige dag twaalf nieuwe dwaallichtjes geboren zijn. 
De dwaallichtjes kregen de keus om mens te worden, omdat maan en wind goed stonden. Een jaar lang kunnen ze overal hun macht doen gelden, ze kunnen bezit nemen van man of vrouw. Ze moeten in één jaar driehonderdvijfenzestig mensen van het rechte pad afbrengen om voorloper van de koets van de duivel te worden. Als een mens een dwaallichtje herkent, moet het terug naar het moeras. Ook als het terug verlangt naar zijn familie, zal het niet meer helder stralen. De nieuwe dwaallichtjes willen vuur en vlam, de ouderen willen niet dat de mensen hun weiden droog maken. Elfenmeisjes draaien driemaal in de rondte en er worden peetgeschenken gegeven. Ze vliegen als kiezelsteentjes over het moeraswater. Koning Waldemars Wilde jacht vliegt over het moeras en zenden een paar rashonden als geschenk. Twee oude nachtmerries wonen het feest bij en ze nemen de dwaallichtjes mee. De vrouw vraagt of de man nu doorheeft wat er aan de hand is, hij moet niet langer achter sprookjes aanlopen. De vrouw zegt dat de dwaallichtjes alle gedaanten kunnen aannemen, misschien lopen ze zelfs rond als predikant. Ze mengen zich zelfs onder kunstenaars. De man zegt dat iedereen zal denken dat hij sprookjes vertelt als hij zal waarschuwen dat de dwaallichtjes in de stad zijn.